# Docalidia mysticus
Docalidia mysticus är en insektsart som beskrevs av Spångberg 1879. Docalidia mysticus ingår i släktet Docalidia och familjen dvärgstritar. Inga underarter finns listade i Catalogue of Life.